# Interleukin 4

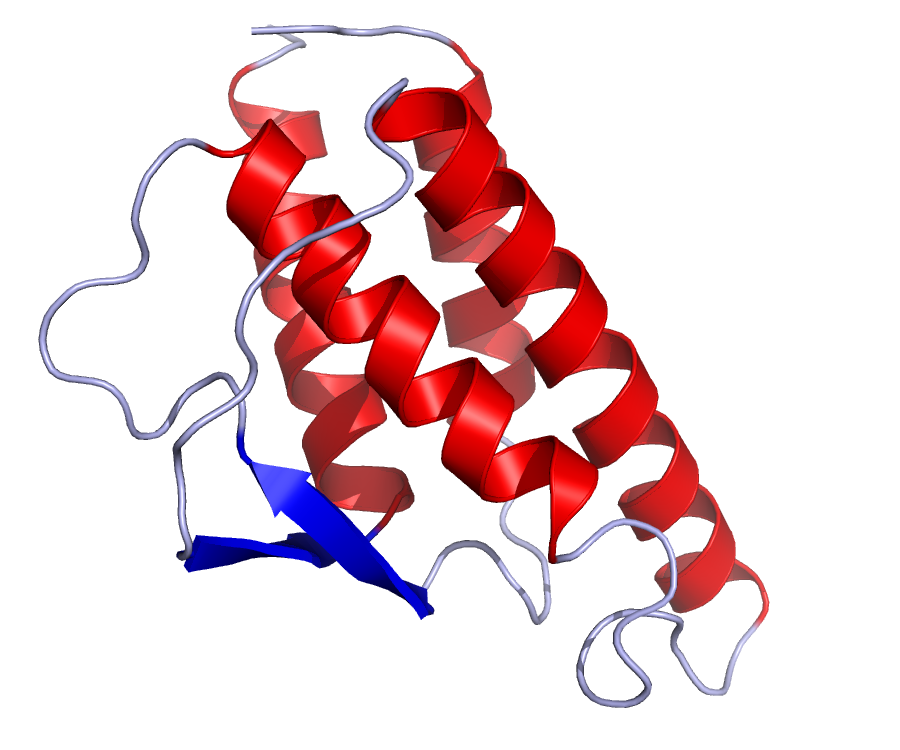
molekulová struktura

Interleukin 4 (IL-4) je pleiotropní cytokin objevený v polovině 80. let 20. století, který hraje důležitou roli v regulaci imunitní odpovědi. Produkován je především aktivovanými T-buňkami (Th2), ale také žírnými buňkami, eosinofily a bazofily . Funkčně je nejvíce známý pro diferenciaci naivních T-buněk (Th0) na pomocné T-buňky (Th2).

## Funkce
IL-4 má mnoho důležitých funkcí. Podporuje ustavení humorální odpovědi, které je nezbytná v boji proti extracelulárním patogenům. Dále stimuluje růst B-buněk a jejich diferenciaci na plazmatické buňky produkující protilátky. IL-4 zvyšuje expresi FceryII (CD23). IL-4 také podporuje izotypový přesmyk protilátek, které jsou produkované B-buňkami a to konkrétně z IgM na IgG1 a IgE, ale inhibuje přechod na IgG2a, IgG2b. IL-4 je růstový faktor pro žírné buňky a hraje významnou regulační úlohu v alergických reakcích, protože ty zahrnují degranulaci mastocytů, která je zprostředkovaná IgE. IL-4 je také důležitý pro obranu proti helminthovým červům, protože produkce IgE podporovaná IL-4 dovoluje eosinofilům nesoucím FcRRIIB provést účinnou degranulaci. IL-4 inhibuje sekreci prozánětlivých chemokinů a cytokinů (TNF a IL-1ß) makrofágy a narušuje schopnost těchto buněk produkovat reaktivní formy kyslíku a oxidy dusíku. Nicméně IL-4 také může snižovat expresi IL-12 u makrofágů a dendritických buněk, čímž potlačují Th1 odpověď .

## Receptor
IL-4 se může vázat na dva typy receptorových komplexů. Jako první byl objeven receptor typu I složen z IL-4Ra a γc řetězce a převládá v hematopoetických buňkách. γc řetězec je společný pro receptory IL-2, IL-7, IL-9 a IL-15. IL-4Rα chrání IL-4 před proteolytickou degradací. Receptor IL-4 typu II se skládá z podjednotky IL-4Ra a podjednotky IL-13Ra1. Na rozdíl od receptoru typu I, na receptor II. typu se může vázat jak IL-4 tak IL-13. Byla identifikována druhá IL-13 vazebná složka, což je receptorová podjednotka IL-13Ra2, která váže IL-13 s vysokou afinitou, ale neiniciuje signalizaci buňky. IL-13Rα2 slouží jako blokovací receptor pro snížení aktivity IL-13. IL-4 má podobné funkce jako IL-13 .
IL-4 receptory jsou přítomny v hepatocytech, tkáních mozku, hematopoetických, endoteliálních, epiteliálních, svalových a fibroblastových buněk. Obvykle jsou exprimovány v počtu 100 až 5000 na buňku.

## Signalizace
Signalizační dráhy aktivované prostřednictvím receptoru interleukinu-4 (IL-4Ra). Vazba IL-4 a IL-13 na jejich příslušné receptorové komplexy podporuje aktivaci proteinových kináz z Janusovy rodiny (Jaks), které jsou konstitutivně asociovaný s IL-4Ra (Jak1), γc řetězcem (Jak3) a IL-13Ra1 řetězcem (Tyk2 nebo Jak2). Aktivované Jak kinázy iniciují několik intracelulárních signalizačních kaskád fosforylací specifických tyrosinových zbytků v cytoplazmatické doméně IL-4Ra. Jakmile jsou fosforylovány, působí na další signální molekuly.
Fosforylace kazety tří zbývajících tyrosinových zbytků v Y575, Y603 a Y633 lidského receptoru umožňuje transdukci signálu a aktivaci Stat6 prostřednictvím SH2 domény. To způsobí jeho dimerizaci a translokaci do jádra, kde aktivuje transkripci IL-4 a genů asociovaných s IL-13 .

## Onemocnění souvislá s IL-4
IL-4 hraje důležitou roli ve vývoji některých imunitních poruch, zejména u alergií a některých autoimunitních onemocnění.

### Alergická onemocnění
Alergická onemocnění jsou sady poruch, které se projevují nepřiměřenou reakcí imunitního systému na alergen a odpovědí Th2. Mezi tyto patologické stavy patří například atopická dermatitida, astma či systémová anafylaxe. Interleukin 4 zprostředkovává důležité prozánětlivé funkce při astmatu, včetně indukce izotypového přesmyku na IgE, expresi molekul VCAM-1 ( z angl. vascular cell adhesion molecule 1), podporuje transmigraci eosinofilů skrz endothelium, sekreci hlenu a diferenciaci T pomocných lymfocytů typu 2 (Th2) vedoucích k uvolnění cytokinů. Astma je komplexní genetická porucha, která byla spojena s polymorfismem promotoru genu IL-4 a bílkovinami, které se podílejí na signalizaci IL-4 .

### Nádory
IL-4 má významný vliv na progresi nádoru. Zvýšená produkce IL-4 byla zjištěna u nádoru prsu, prostaty, plic, renálních buněk a dalších typů. U mnoha typů nádorových onemocnění byla zjištěna i nadměrná exprese IL-4R. Renální buňky i glioblastom modifikují 10 000 - 13 000 receptorů na buňku v závislosti na typu nádoru .
IL-4 může primitivně motivovat nádorové buňky a zvýšit jejich odolnost k apoptóze zvýšením nádorového růstu .

### Nervový systém
Nádory mozkové tkáně jako jsou astrocytom, glioblastom, meningiom a medulloblastom nadměrně exprimují receptory pro různé růstové faktory včetně receptorů EGFR (z angl. epidermal growth factor receptor), FGFR-1 ( z angl. fibroblast growth factor receptor-1), TfR ( z angl. transferrin receptor), IL-13R. Většina lidského meningiomu exprimuje masivně IL-4 receptory, což naznačuje jeho roli v progresi rakoviny. Exprimují především IL-4Ra a IL13Ra-1-1, ale nikoli povrchový γc řetězec, což vede k domnění, že většina lidských meningiomů exprimuje IL-4 typu II .

### HIV
IL-4 může také hrát roli v infekci a v rozvoji nemoci HIV. Pomocné T-lymfocyty jsou klíčovým prvkem infekce HIV-1. Více známky dysregulace imunitního systému jako je inicializace polyklonálních B-buněk, předchozí selhání buněčné odezvy na vyvolání antigenu a hyper-gammaglobulinemie se vyskytují u většiny pacientů infikovaných HIV-1 a jsou spojené s cytokiny syntetizovanými Th2 buňkami. Zvýšená produkce IL-4 Th2 buňkami byla prokázána u pacientů s HIV .